# 顧煜
顧煜（1602年—1659年），字銘柏，號雙丸，江蘇無錫人。清朝官员。

## 生平
顧煜為順治六年（1649年）己丑科進士，官至浙江象山縣知縣。順治十六年（1659年）卒。

## 家族
顧煜出身於無錫顧氏，其家据称為三國吳丞相顧雍之後，明初自蘇州遷至無錫膠山。明中期曾有顾可学、顾可适、顾可久兄弟进士。此后至清末家族又有多人登科。